# Финансы в Грузии

Динамика доли сектора финансового посредничества в ВВП Грузии в 1996-2005 годах, в %

Экономика Грузии находится в большой зависимости от внешних финансовых вливаний, в том числе от иностранной помощи, кредитов, инвестиций, денежных переводов из-за границы.
На 2005 год, доля сектора финансового посредничества в ВВП Грузии составляла 2 %.
В 1991—2007 годах Агентство США по международному развитию предоставило Грузии помощь в $1,5 млрд. В 2001—2006 годах помощь Грузии от Евросоюза составила 206 млн евро. В 1992—2006 Германия предоставила Грузии в виде финансовой помощи 228 млн евро, технической поддержки — 48 млн евро. В 1994—2001 Япония в виде грантов, ссуд и технического сотрудничества предоставила Грузии $46,3 млн.

## История
С 1994 года Грузия стала получать кредиты Всемирного банка и МВФ. В 1994—1995 годах с помощью этих кредитов финансовая ситуация в Грузии стабилизировалась.

## Банковская система

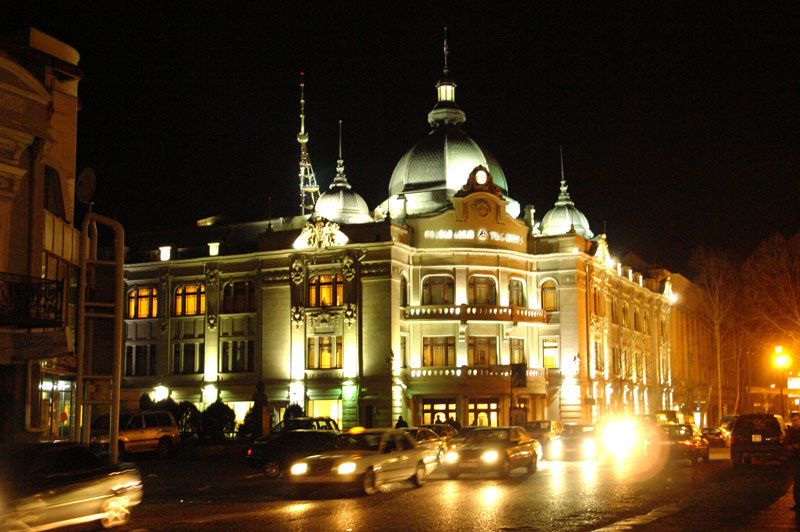
TBC банк в Тбилиси

В 2005 году банковская система Грузии насчитывала 21 банк — 19 национальных и 2 филиала иностранных банков. Объём общих активов всей банковской системы к сентябрю 2005 года составил $ 2,1 млрд. Владельцами большей части акций банков Грузии являются иностранные инвесторы.

## Государственный бюджет
По данным на 2008 год, доходы от транзита давали около 47 % поступлений в госбюджет Грузии.
Госбюджет Грузии на 2009 год был запланирован в размере 6,25 млрд лари ($3, 9 млрд долларов США).
Доходы госбюджета Грузии на 2010 год запланированы в размере 5,17 млрд лари, расходы — 5,46 млрд лари, дефицит — 935 млн лари.

## Внешний долг и внешние займы
С 1994 по 2006 годы МВФ предоставил Грузии займы на общую сумму более $500 млн.
В апреле 2008 года Грузия впервые вынесла на торги «Лондонской фондовой биржи» еврооблигации (ISIN XS0357503043) на сумму $500 млн с помощью агентов по размещению «UBS» и «JP Morgan».
В октябре 2008 года западные страны объявили о выделении Грузии $2,5 млрд в течение 2008—2010 годов в виде долгосрочного низкопроцентного займа.
По данным на 31 декабря 2009 года совокупный внешний долг Грузии равнялся 8,6 млрд долларов США, что составляло 80,3 % её ВВП. Из этого долга на долг госсектора приходилось 2,7 млрд долларов, Национального банка — 0,9 млрд, банковского сектора — 1,6 млрд, компаний — 2,1 млрд, других секторов — 1,3 млрд.
Грузинские СМИ отмечают, что если Россия потребует от Грузии погашения государственного долга, то спровоцирует дефолт этого государства по внешним долгам.
За 2009 год совокупный внешний долг Грузии вырос на 1,3 млрд долларов.
На конец 2011 года государственный внешний долг Грузии составляет 8 миллиардов 520 миллиона долларов США.

## Денежные переводы из-за границы
Одним из важных источников поступления денежных средств в Грузию являются грузины, проживающие в СНГ. Так, по данным Нацбанка Грузии, в 2005 году объём денежных переводов из-за рубежа в Грузию составил около $390 млн, в 2006 году — $526 млн (из них из России — $365 млн), в 2007 году — $866 млн (из них из России — $545 млн), в 2008 году — $1,002 млрд (из них из России — $634 млн), в 2009 году — $842 млн (из них из России — $450 млн).

## Кредитные рейтинги
25 сентября 2008 года международное рейтинговое агентство Standard & Poor's подтвердило суверенные кредитные рейтинги Грузии на прежнем уровне: долгосрочный и краткосрочный — на уровне B. Агентство также исключило их из списка CreditWatch, куда они были помещены 8 августа 2008 года с возможностью понижения. Прогноз по рейтингам — «стабильный».